# Beth Henley
Beth Henley właśc. Elizabeth Becker Henley (ur. 8 maja 1952 w Jackson, Missisipi) – amerykańska dramatopisarka, laureatka Nagrody Pulitzera. 
Studiowała na Southern Methodist University i na University of Illinois. Jest autorką sztuk osadzonych w realiach amerykańskiego południa. Wydała między innymi dramaty The Miss Firecracker Contest (1979), The Wake of Jamey Foster (1983), The Lucky Spot (1986), Abundance (1991),  Control Freaks (1992) i The Jacksonian (2013). Nagrodę Pulitzera w dziedzinie dramatu otrzymała w 1981 za sztukę Crimes of the Heart, wystawianą w Louisville w 1979 i w Nowym Jorku w 1980.